# Christian Schulze Pellengahr

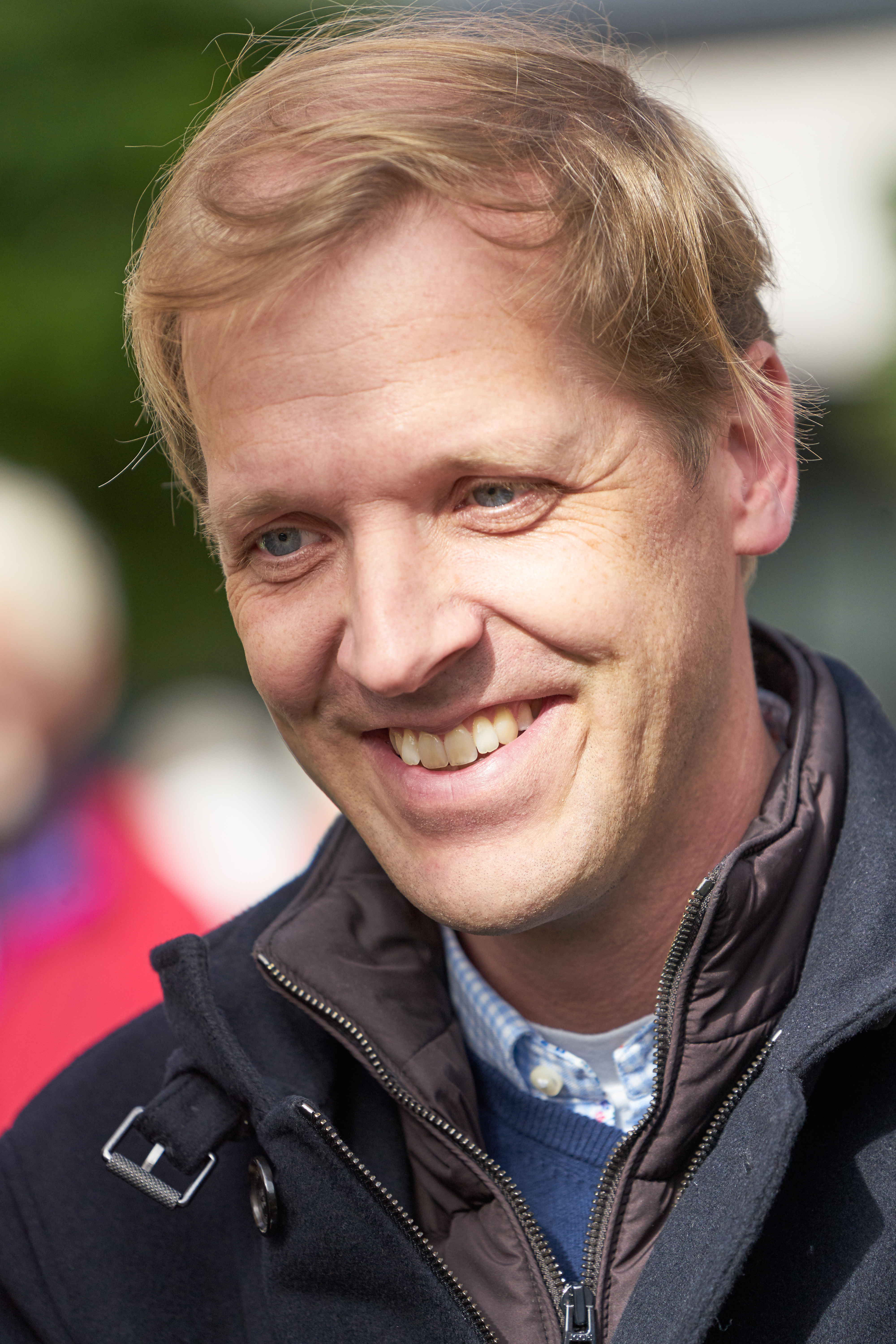
Christian Schulze Pellengahr (2018)

Christian Schulze Pellengahr Freiherr von Freusberg-Steinhorst (* 13. Dezember 1975 in Coesfeld) ist ein deutscher Politiker der CDU. Seit 2015 ist er Landrat des Kreises Coesfeld.

## Familie
Christian Schulze Pellengahr Freiherr von Freusberg-Steinhorst ist das jüngste von zwei Kindern aus der Ehe von Bernhard und Mechthild Schulze Pellengahr von Freusberg-Steinhorst. Er wuchs in Nottuln-Darup auf.
Sein Onkel, Hubert Schulze Pellengahr von Freusberg-Steinhorst  aus Ascheberg, war von 1949 bis 1961 Mitglied des Deutschen Bundestages und Landrat des Kreises Lüdinghausen, sein Großvater, Burchard Schulze Pellengahr war über viele Jahre im Stadtrat in Greven und im Kreistag des Kreises Münster vertreten.
Christian Schulze Pellengahr ist verheiratet und Vater von drei Kindern. Während seines Studiums wurde er Mitglied der katholischen Studentenverbindungen KDStV Ascania Bonn, FAV Rheno-Guestfalia (Hann. Münden) Göttingen, KÖStV Rudolfina Wien und KDStV Winfridia (Breslau) Münster.

## Leben
Nach dem 1995 am Heriburg-Gymnasium in Coesfeld abgelegten Abitur leistete er zunächst seinen Wehrdienst in Coesfeld ab und absolvierte eine Ausbildung zum Reserveoffizier (Oberstleutnant d. R.). Es folgte das Studium der Rechts-, Geschichts- und Agrarwissenschaften an den Universitäten Bonn, Wien, Göttingen und Münster als Stipendiat der Konrad-Adenauer-Stiftung. 2001 legte er das erste juristische Staatsexamen ab, absolvierte sein Referendariat am Landgericht Münster, u. a. mit Stationen beim Katholischen Büro Düsseldorf und beim Landschaftsverband Westfalen-Lippe in Münster. 2005 folgte das zweite juristische Staatsexamen in Düsseldorf sowie als Abschluss eines kirchenrechtlichen Aufbaustudiums das Lizenziatsexamen im kanonischen Recht an der Universität Münster.
2008 wurde er mit einer staatskirchenrechtlichen Arbeit durch die juristische Fakultät der Universität Potsdam zum Dr. iur. utr. promoviert. Er ist Autor mehrerer regionalgeschichtlicher Fachbeiträge und gehörte dem Gemeinderat seiner Heimatgemeinde Nottuln über Jahre hinweg an, zunächst als sachkundiger Bürger, dann auch als Ratsmitglied. In seiner heimatlichen Kirchengemeinde in Darup betreut er seit 1988 das Pfarrarchiv und war bis zur Fusion der Kirchengemeinde Mitglied des Kirchenvorstandes.
2008 wurde er einstimmig zum Ersten Beigeordneten der Gemeinde Velen gewählt. Zuvor war er als Nachwuchsjurist beim Landschaftsverband Westfalen-Lippe tätig. 2009 wählten ihn die Bürger zum hauptamtlichen Bürgermeister der Gemeinde Velen, Kreis Borken. 2014 wurde er wiedergewählt. In seine dortige Amtszeit fiel u. a. die Verleihung der Stadtrechte am 23. August 2012, die Erlangung der Schuldenfreiheit im Februar 2012 und die Gründung der Abraham-Frank-Sekundarschule.
Am 13. September 2015 wurde er mit 62,1 % zum Landrat des Kreises Coesfeld als Nachfolger von Konrad Püning gewählt, der in den Ruhestand trat. Schulze Pellengahr wurde am 21. Oktober 2015 in sein Amt als 15. Hauptverwaltungsbeamter des Kreises Coesfeld seit dessen Gründung im Jahre 1816 eingeführt. Bei der Kommunalwahl am 13. September 2020 wurde er mit 66,7 % für eine zweite Amtszeit wiedergewählt. Während seiner Amtszeit erfolgte die umfassende Renovierung der Burg Vischering in Lüdinghausen (2015–18), der Neubau des Kreisjugendamtsgebäudes am Schützenwall in Coesfeld (2019), der Ankauf der früheren Geschwister-Scholl-Hauptschule in Nottuln, die in der Folgezeit umfassend saniert wurde und die seit September 2019 die Steverschule, Förderschule des Kreises Coesfeld für emotionale und soziale Entwicklung, beherbergt. Auch konnte er von der Stadt Coesfeld das Schulgebäude der Pestalozzischule, Förderschule des Kreises Coesfeld mit dem Förderschwerpunkt Lernen, käuflich erwerben (2023). Gleich zu Beginn seiner Amtszeit legte er ein umfassendes Bauprogramm zur Ertüchtigung der Rettungswachen auf, dessen erster Baustein der Neubau der Rettungswache in Ascheberg (Fertigstellung Juli 2020) gewesen ist.
Seit Dezember 2020 gehört er als Vertreter des Kreises Coesfeld der Landschaftsversammlung Westfalen-Lippe in Münster an.